# Ống kính Canon EF-M 15–45mm
Canon EF-M 15-45mm f/3.5-6.3 IS STM là ống kính zoom chuẩn ngàm EF-M được Canon sản xuất cho các máy ảnh ống kính rời không gương lật dòng M. Nó được Canon ra mắt vào tháng 10-2015, cùng với Canon EOS M10.  Ống kính này được trang bị Mô-tơ bước (STM) (stepping motor) và được thiết kế nhỏ gọn hơn các ống kính zoom chuẩn khác.
Ống kính này có 2 màu đen và bạc. Nó không được bán rời mà đi kèm bộ với M10.